# Dům čp. 9 (Chomutov)
Dům čp. 9 (též Kollinův dům) na náměstí 1. máje v Chomutově je pozdněgotický měšťanský dům s klasicistní fasádou upravený na hostinec a ve druhé polovině dvacátého století na restauraci. Od roku 1963 je chráněn jako kulturní památka.

## Historie
Dům byl údajně postaven po roce 1450, kdy chomutovští měšťané napravovali škody způsobené během husitských válek. Nechala ho postavit rodina Kollinů, která obchodovala s vínem a jíž v okolí města patřily rozsáhlé pozemky včetně mnoha vinic. Roku 1530 od nich dům koupil Daniel Reinhard, který v roce 1556 získal od Jana z Veitmile povolení zřídit v domě hostinec pro šlechtu a jiné počestné lidi. Hostinský měl povinnost podat občerstvení i lidem ubytovaným v jiných hostincích. Daniel Reinhard dům roku 1558 prodal Mikuláši Volfovi a od roku 1590 jej drželi opět Kollinové, kterým patřil až do vymření rodu, kdy dům převzalo město. Roku 1618 v domě bydleli žoldnéři stavovského vojska.
Poslední stavební úpravy domu proběhly v polovině dvacátého století, kdy byla přízemní okna osazena novým obloukovým ostěním, a po roce 1991, kdy byl přesunut hlavní vstup a přízemí upraveno pro potřeby restaurace.

## Stavební podoba

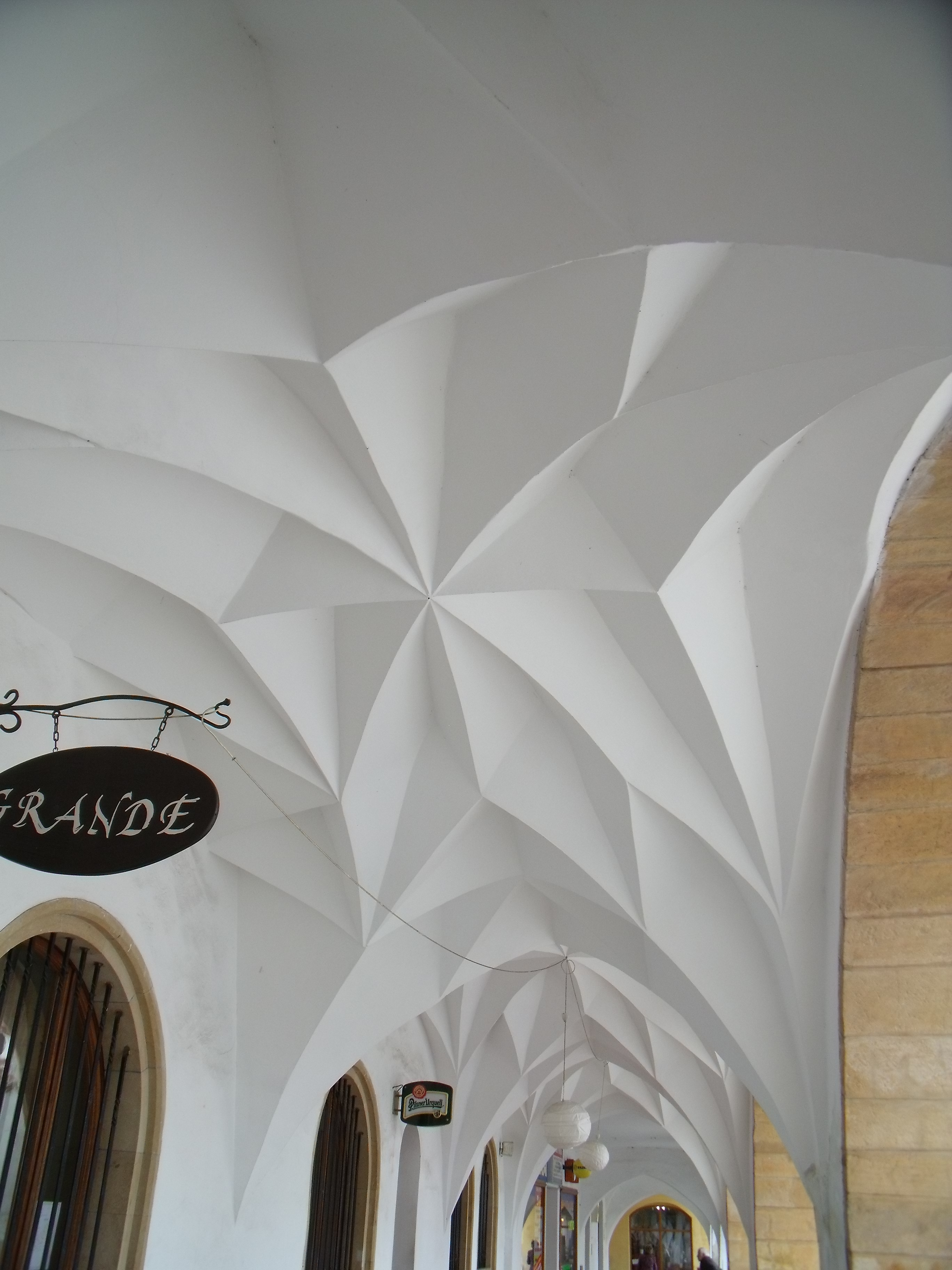
Sklípková klenba v podloubí

Nejstarší částí domu jsou valeně zaklenuté sklepy v pravé části, které patřily již ke starším domům ze čtrnáctého století. Dochovaný dům zaujal dvě stavební parcely a původní domy se v něm promítají v podobě částečně dochovaných dvou přízemních síní a průjezdů. Nejvýznamnější částí domu jsou sklípkové klenby v podloubí, dvou přízemních sálech a části chodby. Byly postaveny nejspíše v letech 1480–1495, kdy ve městě působil chebský stavitel Hans Schaffer, který se mimo jiné podílel na přestavbě chomutovského zámku zadané Benešem z Veitmile. V polích klenby se opakuje obrazec osmicípé hvězdy. Ve velké střední síni klenbu podepírá středový sloup s osmicí vyžlabení, která odpovídají náběhům klenby.
Dispozice prvního patra pochází z úprav v roce 1525 a pozdějších oprav, které probíhaly až do konce osmnáctého století. Při nich dům získal dochovanou podobu. V patře se nachází vstupní síň a místnosti, jejichž půdorys odpovídá přízemním sálům. Prostory v patře mají trámové stropy.